# Para na życie
Para na życie (ang. Away We Go) – amerykańsko-brytyjski film komediowo-obyczajowy z 2009 roku w reżyserii Sama Mendesa. Wyprodukowany przez Focus Features.

## Opis fabuły
Trzydziestoletni Burt (John Krasinski) i Verona (Maya Rudolph) prowadzili dotąd beztroskie życie. Teraz muszą podjąć odpowiedzialną decyzję. Wkrótce będą mieli dziecko. Zdani tylko na siebie, postanawiają wyruszyć w szaloną podróż po Ameryce, by znaleźć swoje miejsce na ziemi.

## Obsada
- John Krasinski jako Burt Farlander
- Maya Rudolph jako Verona De Tessant
- Carmen Ejogo jako Grace De Tessant
- Jeff Daniels jako Jerry Farlander
- Catherine O’Hara jako Gloria Farlander
- Allison Janney jako Lily
- Jim Gaffigan jako Lowell
- Maggie Gyllenhaal jako LN
- Josh Hamilton jako Roderick
- Melanie Lynskey jako Munch Garnett
- Chris Messina jako Tom Garnett
- Paul Schneider jako Courtney Farlander